# Festival international de cinéma d'animation de Meknès
Pour l’article homonyme, voir FICAM (France).
Le Festival international de cinéma d’animation de Meknès, ou FICAM, est un festival annuel de cinéma d'animation qui se déroule à Meknès, au Maroc. Il est organisé par l'Institut Français de Meknès et la Fondation Aïcha.

## Description et déroulement
Le FICAM s'articule autour de projections avec la participation de professionnels (réalisateurs, producteurs…) ainsi que des débats et rencontres avec le public et des expositions. Il a pour objectif de former et d'initier de jeunes créateurs
En 2009, le FICAM  devient compétitif. La compétition internationale de courts-métrages d’animation  est assortie d’un premier prix doté de 3 000 euros : le Grand Prix du court métrage d’animation FICAM, désigné par le jury. Le jury est présidé en 2009 par Xavier Kawa-Topor, directeur de l'Abbaye de Fontevraud et en 2010 par la réalisatrice  Florence Miailhe. [réf. nécessaire]. En 2011, le festival a eu pour invités Alexandre Petrov et Youri Tcherenkov.
Il a célébré ses 10 ans d’existence en 2010, avec une soixantaine de films projetés : des courts et longs métrages, des avant-premières, des cartes blanches consacrées à de grands noms de l’animation : Paul Driessen, Michel Ocelot, Hélène Vayssières de la chaine Arte, Izabella Rieben de la TSR, ou encore les programmateurs d’ANIMA-Bruxelles, du festival d'Annecy, du festival de Clermont Ferrand et de l'Animafest Zagreb.